# Itema
Itema S.P.A es una empresa italiana multinacional dedicada a la producción de maquinarias para el mercado textil.  
Se trata de uno de los principales proveedores a nivel mundial de maquinaria textil de calidad y alto rendimiento y servicios de soporte a la industria, que proporciona las tres tecnologías principales: estoque, chorro de aire y proyectil. 

## Historia
Itema S.P.A. se fundó en el año 2012, aunque se origina de tres empresas anteriores. La primera se llamaba Somet, Textile Machinery Company, fundada en 1967. Esta  fue una de las primeras en producir maquinaria textil en esta zona, y fue parte del Grupo Radici. La segunda se llamaba Vamatex, también de Bérgamo, y fundada en 1973. Esta empresa se especializó en la fabricación de tenazas. La tercera era un sociedad suiza, cuyos orígenes se remontan a 1834, su nombre era Sulzer. Esta se especializó con los años en la construcción de maquinaria textil, ahora es la sede para la construcción de telar de proyectil. 

## Clientes
El modelo de negocio de Itema es de Business-to-business, referido a brindar servicios y a otras empresas como sus clientes y no dedicada al consumidor final. Sus clientes producen para diferentes mercados: denim, tejidos técnicos, grey cotton, etcétera.